# Least Cost Router
Der engl. Begriff Least Cost Router (LCR) bezeichnet in der Telekommunikation eine Vorrichtung, die eine automatische Auswahl des preiswertesten Telefonanbieters durchführt, wobei im leitungsvermittelten Festnetz üblicherweise Call-by-Call genutzt wird. Der Sinn eines LCR bestand darin, das manuelle Vergleichen von Gebührentabellen zu automatisieren. Da es inzwischen in den meisten Tarifen nicht mehr üblich ist, Telefonate nach Gesprächsdauer abzurechnen, hat das Verfahren seine Bedeutung verloren.
In Deutschland ist auch der Begriff Tarifmanager als Gattungsbezeichnung für Least Cost Router in Verwendung, jedoch handelt es sich hierbei um den geschützten Markennamen eines führenden LCR-Herstellers.
Der LCR kann als Hardwarezusatz für eine Telefonanlage, als kleines, dem analogen Telefon vorgeschaltetes Gerät oder auch als Software ausgeführt sein; Software-basierte Lösungen entfalten ihren vollen Komfortumfang meist in Verbindung mit IP-Telefonie (Voice over IP, VoIP) oder CTI-Systemen, während Hardware-basierte Lösungen – zumindest theoretisch – nach einer einmaligen Konfiguration wartungsfrei arbeiten können.

## Least Cost Routing
Least Cost Routing (LCR) ist sowohl für Sprach- als auch Datendienste (sprich: Schmalband-Einwahl-Internetzugänge) möglich; in jedem Fall muss die LCR-Vorrichtung eine Tabelle mit den aktuellen Tarifinformationen der relevanten Anbieter vorrätig halten.

### Hardware-Routing
Für Hardware-basiertes Least Cost Routing muss in der Regel ein Aktualisierungsvertrag mit dem Hersteller des Geräts abgeschlossen werden, über den Tarifinformationen auf dem aktuellen Stand gehalten werden, wobei es jedoch Ausnahmen gibt.

## Software-Routing (Internet)
Zum Software-Routing für Internet-by-Call-Verbindungen werden spezielle Einwahlprogramme verwendet. Angesichts der auf dem Internet-by-Call-Markt üblichen Preisspreizungen und kurzfristigen Tarifänderungen ist hier ein näherer Vergleich der tagesaktuellen Tarif-Angebote in Verbindung mit den jeweiligen Software-Funktionen unbedingt angeraten. Einige Anbieter von Windows-Einwahlprogrammen werden durch Zugangsanbieter unterstützt oder erhalten von diesen Umsatzprovisionen, was die mögliche Kostenersparnis einschränkt. Bei kostenpflichtiger Shareware oder freien Softwarelizenzen unterliegenden Programmen ist diese Geschäftspraxis nicht üblich. Andererseits gibt es auch Internet-by-Call-Anbieter, die bestimmte Tarife gemäß AGB nicht in den Einwahlprogrammen berücksichtigt haben möchten.

## Mobilfunk
Im Mobilfunkbereich gibt es mittlerweile von einigen Anbietern spezielle Handy-Software, die je nach günstigerem Tarif Telefonverbindungen automatisiert entweder über den Anbietertarif der SIM-Karte oder über den Callthrough- bzw. Callback-Zugang des Software-Anbieters aufbaut.

## Kritik
Es ist nicht immer gewährleistet, dass der Kunde aktuelle Tarifdaten erhält und somit kann der Nutzer insbesondere im Internet-by-Call-Bereich auf deutlich überhöhten Kosten sitzen bleiben. Bezüglich Mobilfunk-LCR-Anbietern wird kritisiert, dass teilweise nicht deutlich genug auf die je nach Mobilfunktarif erheblichen Kosten der Paketdatenverbindungen beim Aufbau eines Gesprächs hingewiesen wird.